# Lychnis senno
Lychnis senno Siebold & Zucc. – gatunek rośliny z rodziny goździkowatych (Caryophyllaceae Juss.). Występuje naturalnie w Japonii oraz Chinach (w prowincjach Anhui, Gansu, Kuejczou, Hebei, Henan, Hubei, Hunan, Jiangsu, Jiangxi, Syczuan, Junnan i Zhejiang).

## Morfologia
PokrójBylina dorastająca do 50–100 cm wysokości. Pędy są owłosione.
LiścieMają eliptycznie lancetowaty kształt. Mierzą 8–12 cm długości i 2–3 cm szerokości. Są owłosione. Nasada liścia jest klinowa. Blaszka liściowa jest o spiczastym wierzchołku.
KwiatySą zebrane w gęste wierzchotki, rozwijają się na szczytach pędów. Kielich ma kształt od rurkowatego do lejkowatego i dorasta do 25–30 mm długości. Płatki mają trójkątnie owalny kształt i czerwoną barwę, są nacięte, osiągają do 30–40 mm długości.
OwoceTorebki o elipsoidalnie jajowatym kształcie. Dorastają do 10–15 mm długości.

## Biologia i ekologia
Rośnie w widnych lasach, w zaroślach oraz na łąkach. Występuje na wysokości do 2000 m n.p.m. Kwitnie od listopada do stycznia.